# Hyaena

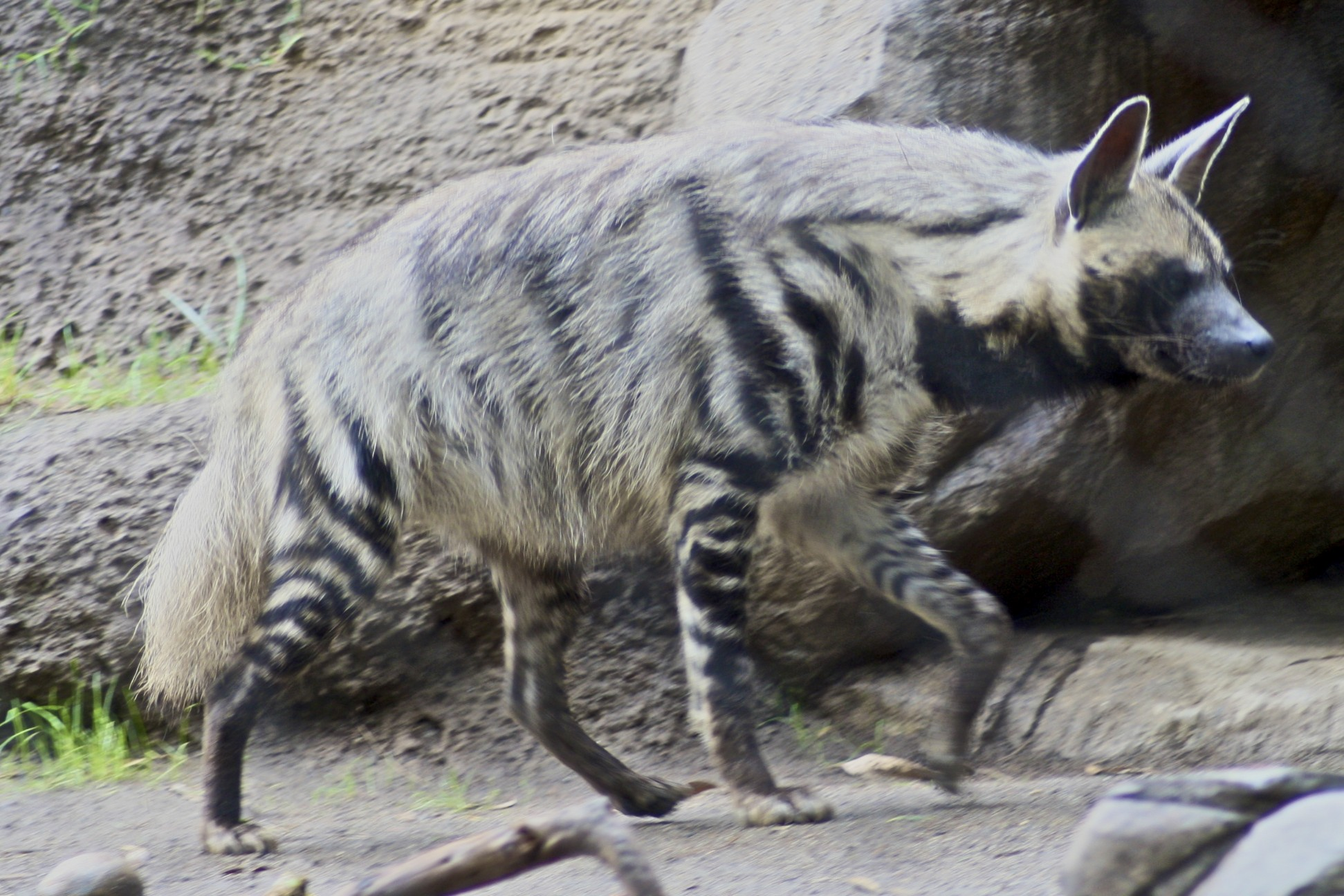
Hyaena hyaena

Hyaena é um gênero de carnívoros da família Hyaenidae  composto por somente duas espécies.

## Representantes
Apenas duas espécies viventes,ambas sendo as únicas espécies até então não se sabe o ancestral do gênero :
- Hyaena brunnea : Hiena-marrom
- Hyaena hyaena : Hiena-listrada

Suas parentes extintas mais próximas são as hienas extintas do gênero Leecyaena,mas não possuem tanta intimidade com as hienas-malhadas.